# ماندروسونورو
ماندروسونورو (به لاتین: Mandrosonoro) یک منطقهٔ مسکونی در ماداگاسکار است که در ناحیه آمباتوفیناندراهانا واقع شده‌است. ماندروسونورو ۱۶٬۰۰۰ نفر جمعیت دارد و ۹۲۴ متر بالاتر از سطح دریا واقع شده‌است.